# اولی-ژایلانشیک
اولی-ژایلانشیک (به قزاقی: Uly-Zhylanshyk) یک رود در قزاقستان است که در استان قوستانای واقع شده‌است.